# فاليريوس جراتوس
كان فاليريوس جراتوس (بالانجليزية: Valerius Gratus) البريفيكتوس الروماني الرابع لمقاطعة يهودا تحت حكم الإمبراطور الروماني طيبيريوس من سنة 15م وحتى 26م. وقد خلّفه في ولاية المقاطعة بيلاطس البنطي الذي عاصر يسوع المسيح.

## حكمه كنائب لمقاطعة يهودا الرومانية
حلّ محل أنيوس روفوس كبريفكتوس لمقاطعة يهودا الرومانية في سنة 15م وخلفه في الحكم بيلاطس البنطي في 26م. تميّز حكمه بشكل رئيسي بالتغييرات المتكررة والمتواترة التي أجراها في تعيين مناصب الكهنوت الأعلى. فقد خلع حنانوس (وقد عرف باسمه العبري "حنان")، واستبدل إسماعيل بن فابوس، ثم العازار بن أريانوس، ثم سمعان بن كاميث، وأخيراً يوسف بن قيافا، والذي كان صهر حنانوس.